# Legend Entertainment
Legend Entertainment a fost un producător american de jocuri video, cel mai cunoscut pentru jocurile sale de aventuri complexe din jurul anilor 1990.

## Jocuri produse

### Ficțiune interactivă
- Spellcasting 101: Sorcerers Get All The Girls (1990)
- Spellcasting 201: The Sorcerer's Appliance (1991)
- Timequest (1991)
- Gateway (1992)
- Spellcasting 301: Spring Break (1992)
- Eric the Unready (1993)
- Gateway 2 - Homeworld (1993)

### Aventuri grafice
- Companions of Xanth (1993)
- Death Gate (1994)
- Superhero League of Hoboken (1994)
- Mission Critical (1995)
- Shannara (1995)
- Callahan's Crosstime Saloon (1997)
- John Saul's Blackstone Chronicles (1998)

### Diverse
- Star Control 3 (1996)
- Unreal Mission Pack: Return to Na Pali (1999)
- Wheel of Time (1999)
- Unreal II: The Awakening (2003)
- Unreal II: eXpanded MultiPlayer (2003)

## Legături externe
- Legend Entertainment la MobyGames

1. ↑  Bates, Bob (2001). Game Design: The Art & Business of Creating Games. Prima Tech. p. xxv. ISBN 978-0761531654. Arhivat din original la 26 august 2021. Accesat în 22 august 2021.
2. ↑  Bates, Jason (14 octombrie 1998). „Legend Will Do Unreal 2”. IGN. Arhivat din original la 17 august 2021. Accesat în 17 august 2021.